# Eutimides

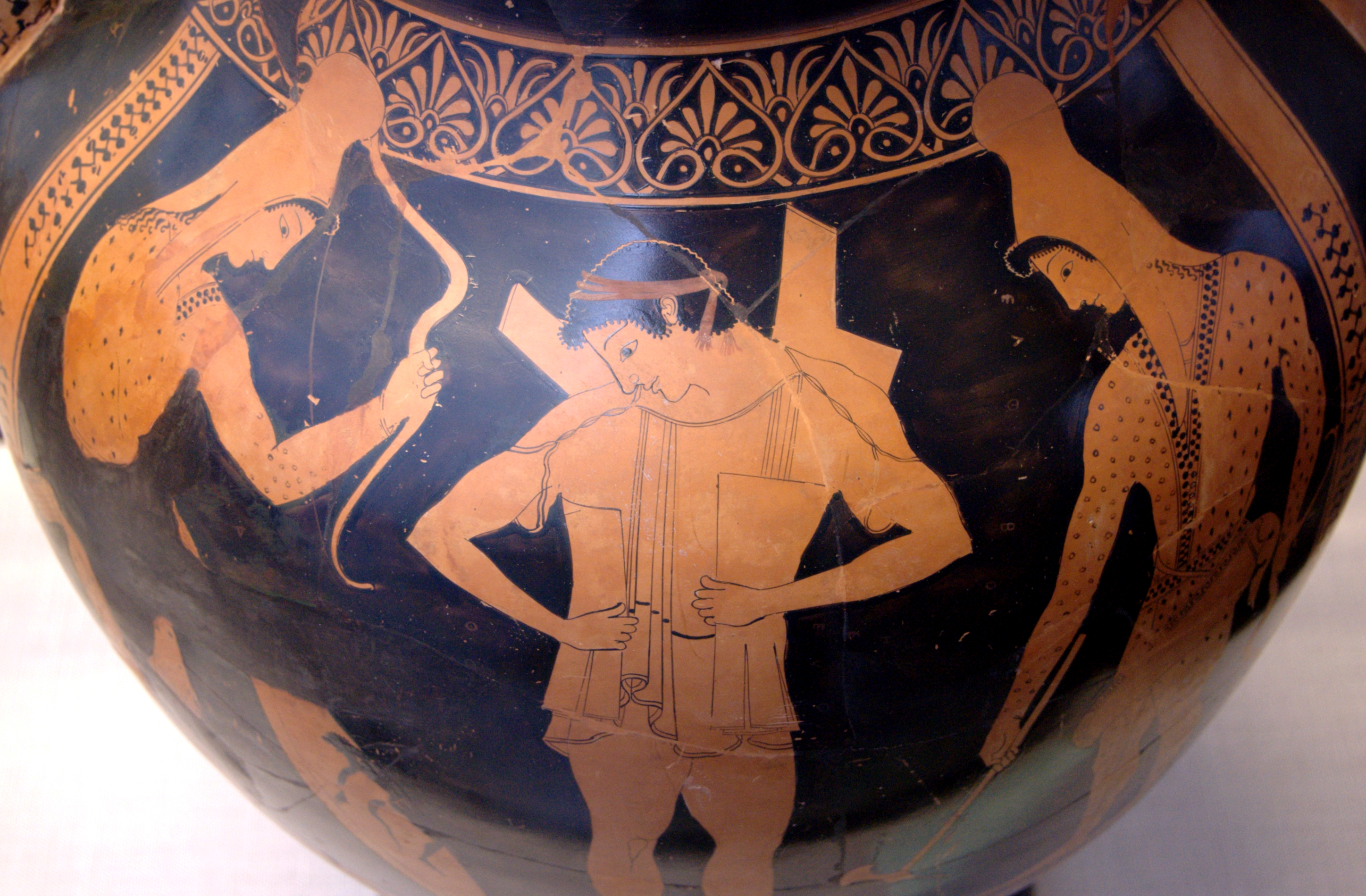
Hoplita colocando sua armadura.

Eutimides foi um antigo ceramista e pintor de vasos ateniense, que trabalhou provavelmente entre 515 e 500 aC. Era membro do chamado Grupo Pioneiro, que se notabilizou pela exploração de um novo estilo decorativo chamado figuras vermelhas em cerâmica. 
Eutimidas era mais minimalista que os outros membros do grupo e sua tendência era desenhar poucas figurase raramente sobrepô-las. Era admirado por seus desenhos do movimento humano e seus estudos em perspectiva. 
Eutimidas era rival de outro ateniense, Eufrônio. 